# David (Michelangelo)

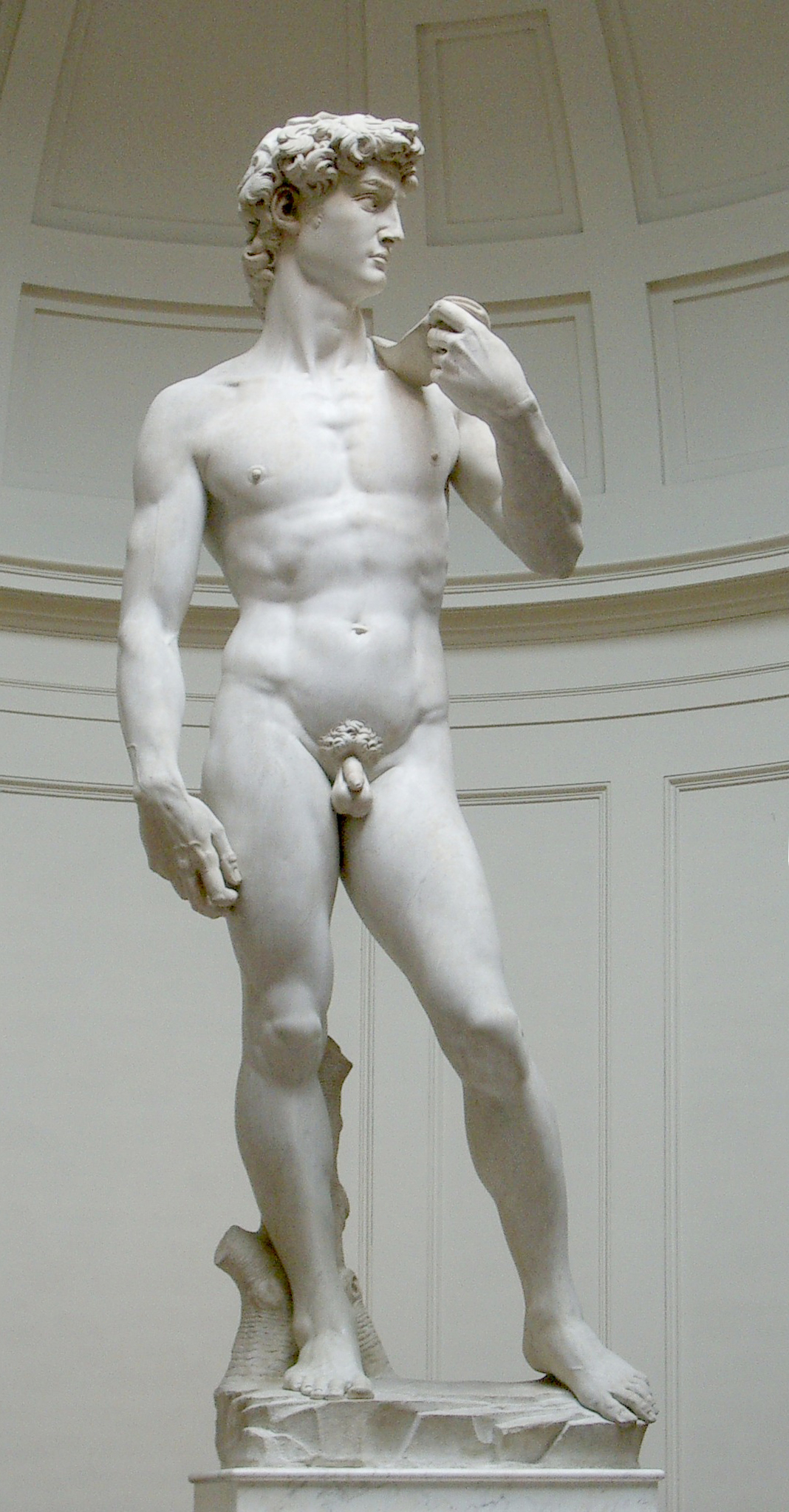
David

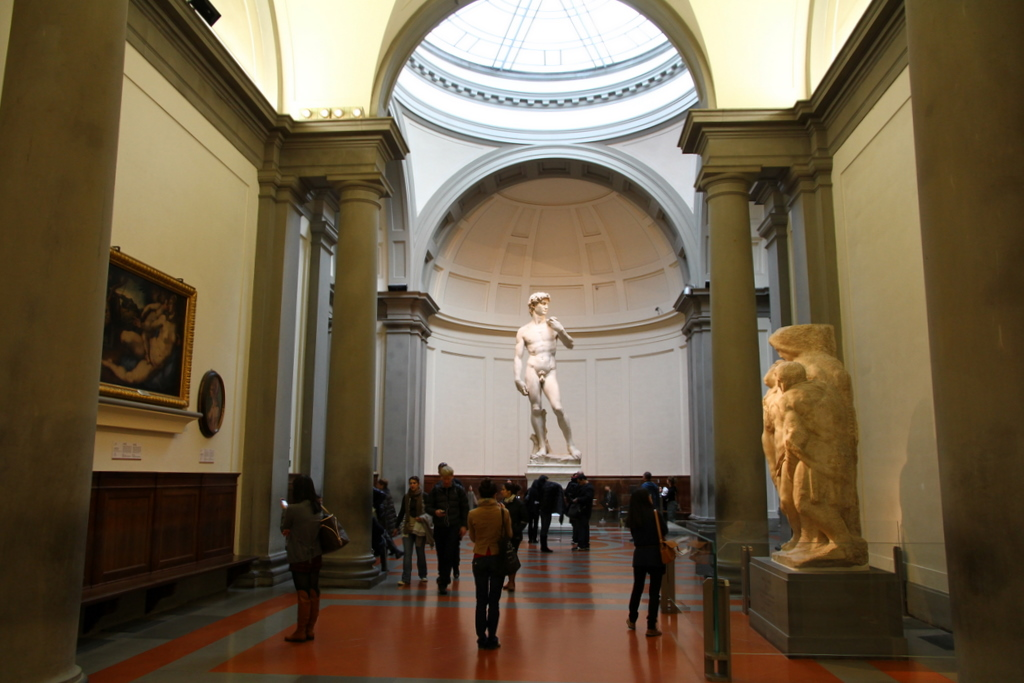
De David in de Galleria dell' Accademia

De David van Michelangelo Buonarroti (1475 - 1564) is een van de bekendste beeldhouwwerken in de kunstgeschiedenis. Het monumentale standbeeld ontstond tussen 1501 en 1504 ten tijde van de hoogrenaissance in Florence waar het zich thans in de Galleria dell'Accademia bevindt. Inclusief voetstuk is het kunstwerk uit Carrara marmer 5,17 m hoog.

## Michelangelo
Michelangelo was een van de grootste renaissancekunstenaars. Hij werd opgevoed door een min in Florence. Als kind tekende hij al zeer goed, in 1481 kreeg hij zijn eerste tekenles van een plaatselijke kunstenaar. In 1488 ging hij in de leer bij schilder Domenico Ghirlandaio (1449-1494).
Michelangelo maakte in Florence in de periode 1490/92 via Lorenzo de Medici, genaamd Il Magnifico (de prachtlievende), kennis met de klassieke oudheidkundige verzameling in de tuinen van de Medici-familie. Hij kreeg les van de toezichthouder van de tuinen, de beeldhouwer Bertoldo di Giovanni, die zelf weer leerling was geweest van Donatello (ca. 1386-1466). Michelangelo tekende in de tuinen de beelden en maakte kopieën in klei. Deze beeldenverzameling zou van grote invloed worden op zijn eigen werk. Hij woonde aan het hof van de familie de Medici en leerde via Lorenzo de grote wetenschappers, kunstenaars en dichters van zijn tijd kennen. Deze zouden zijn leven lang belangrijk voor hem blijven.
Een priester van de Santo Spirito gaf hem toestemming om daar de anatomie van lijken te bestuderen. Hij verkreeg op deze manier een gedegen kennis van de menselijke anatomie. In ruil daarvoor kreeg de kerk een door Michelangelo vervaardigd kruisbeeld. Op 16-jarige leeftijd maakte Michelangelo al zijn eigen beeldhouwwerken. Naast de beeldhouw- en schilderkunst beheerste Michelangelo de architectuur, ook schreef hij veel gedichten en brieven.
Het politieke klimaat in Florence veranderde door de komst van de boeteprediker en hervormer Girolamo Savonarola en Michelangelo vertrok naar Venetië en Bologna. Later ging hij naar Rome en bestudeerde daar vol bewondering de kunstwerken van de antieken. Hij maakte een Bacchus en in 1498/99 voor de Sint-Pietersbasiliek een marmeren Pietà.
In 1501 was er een eind gekomen aan de onlusten in Florence en de stad werd een republiek. Michelangelo keerde terug, hij was toen al zeer succesvol. In opdracht van de Florentijnse edelman Piero Soderini, eerste kanselier van de nieuwe republiek, werkte hij vanaf 1501 aan het beeld David. Hiervoor beschikte hij over een groot blok marmer, waaraan veertig jaar eerder door beeldhouwer Di Duccio een begin was gemaakt. Voor de inwoners van de bevrijde stad werd de David buiten voor Palazzo Vecchio geplaatst, een symbool van kracht en moed bij tegenslag. De Florentijnse wet moest wel eerst veranderd worden om het beeld in het openbaar te kunnen plaatsen, nooit eerder mocht een beeld van een naakte man in het openbaar worden getoond.

## David, het beeld
Het beeld stelt de Bijbelse figuur David voor, terwijl hij op het punt staat, met de geladen slinger over zijn schouder, de reus Goliath aan te vallen. In zijn ontwerp was Michelangelo uitgegaan van het al door Di Duccio aangetaste marmerblok, hij voegde geen marmer toe. Daardoor is het beeld ruimtelijk wel breed, maar niet zo diep. Naar verhouding is het bovenlichaam vrij groot, waarschijnlijk omdat het werk bedoeld was om op een hoge sokkel geplaatst te worden en men het dan in perspectief zou zien, schuin omhoog kijkend. Ook zouden dit de verhoudingen van de adolescent David kunnen zijn. Het beeld toont een sterke fysieke verschijning, met een zeer correcte anatomie. Zoals gebruikelijk bij het uitbeelden van een naakte Joodse man in beeldende kunst uit de renaissance is deze David echter niet besneden.
Oorspronkelijk stond het beeld in Florence buiten, op de Piazza della Signoria voor Palazzo Vecchio. Om het beter te beschermen tegen weersinvloeden werd het werk in 1873 naar de Accademia verplaatst. Op de Piazza staat sinds 1910 een replica.

David van Michelangelo
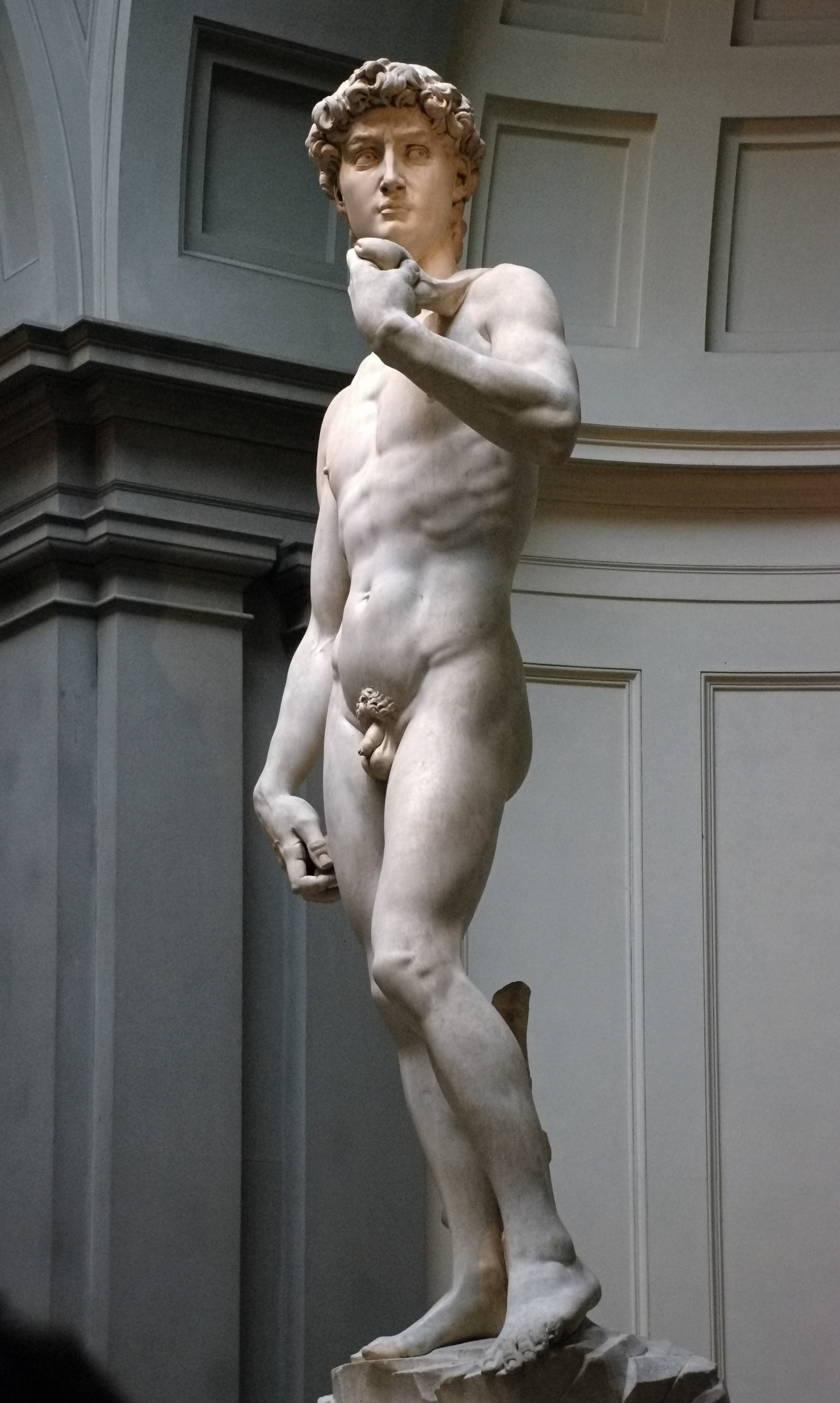
David van rechts gezien
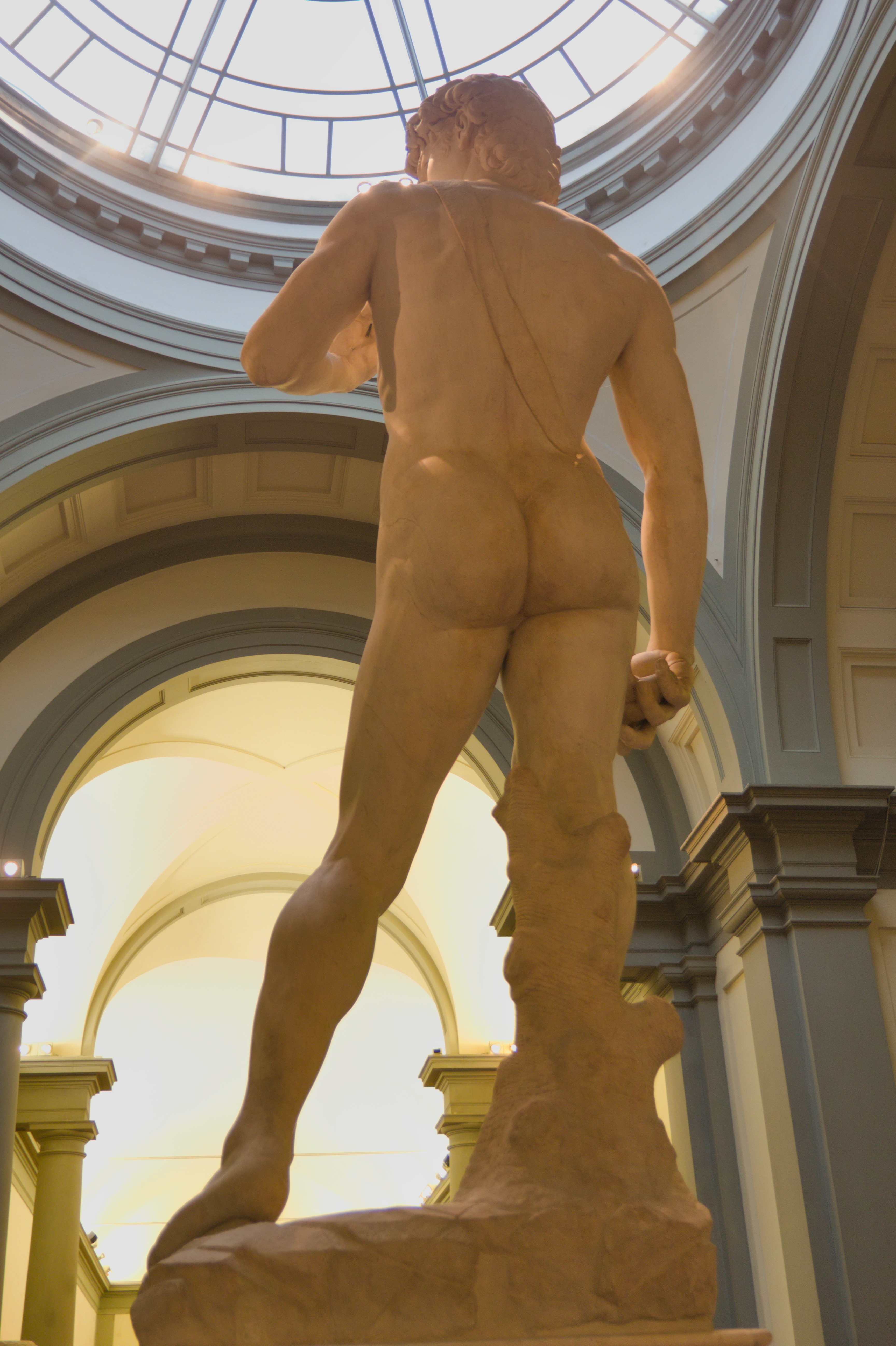
David van achter gezien
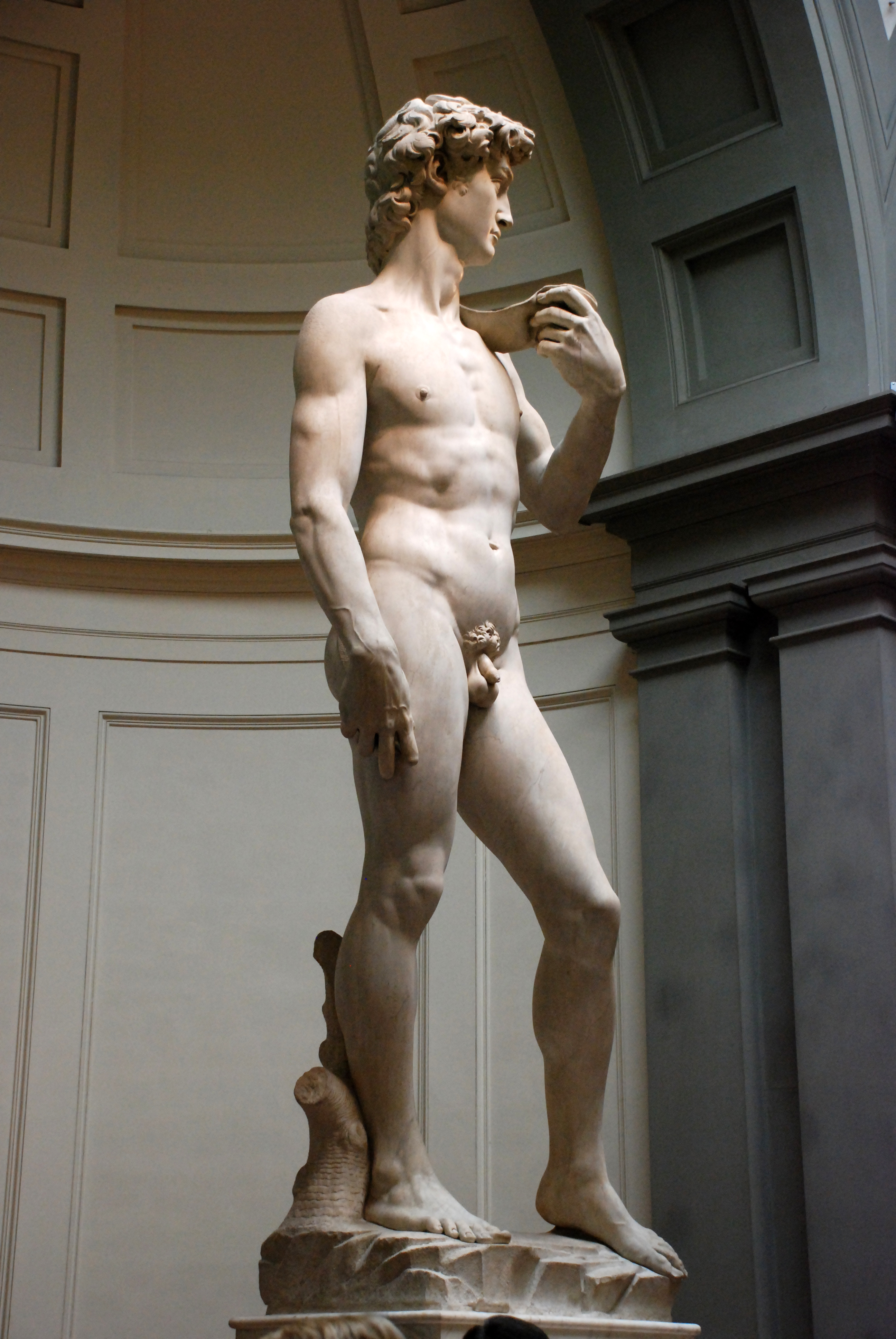
David van links gezien
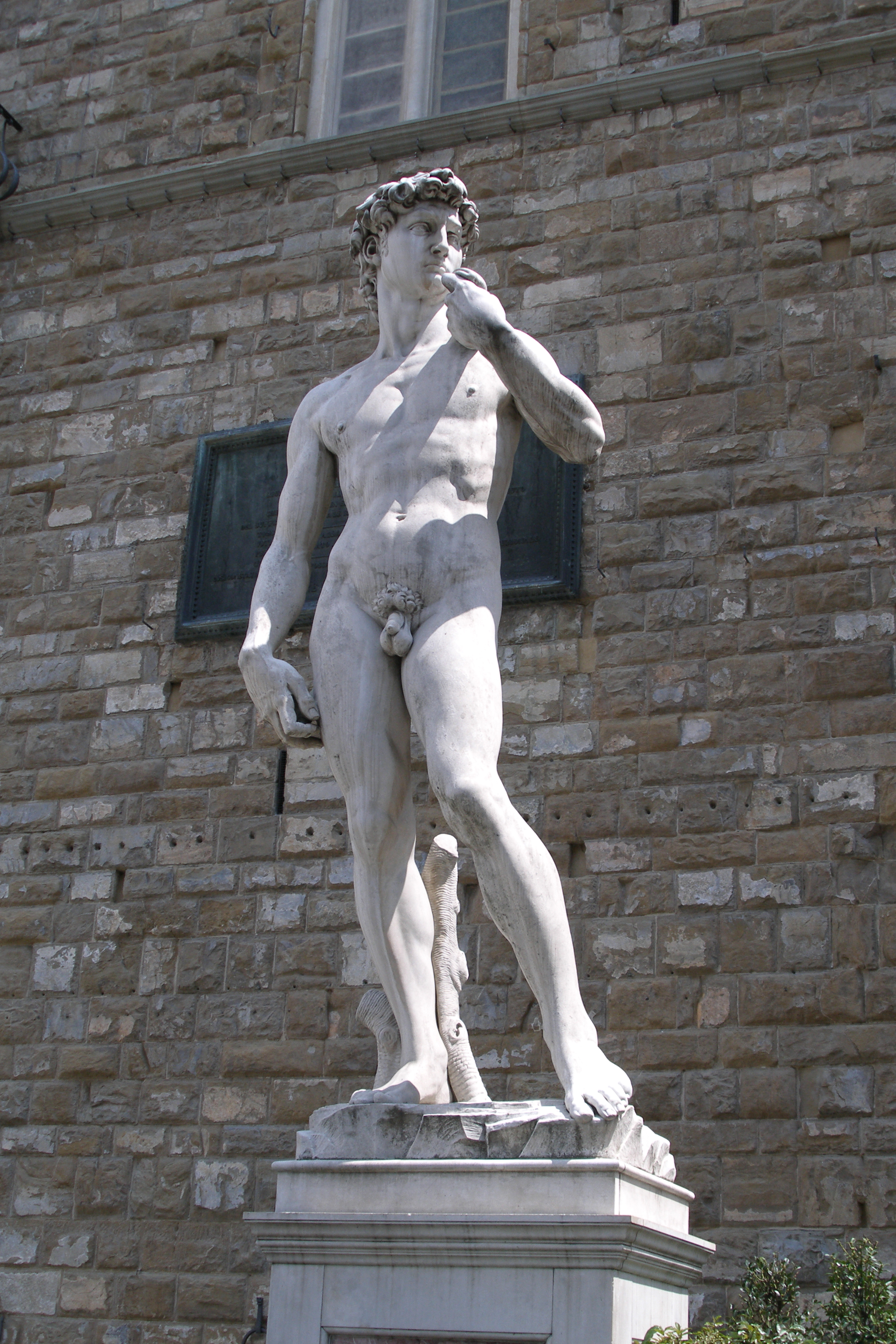
Replica van David buiten voor Palazzo Vecchio
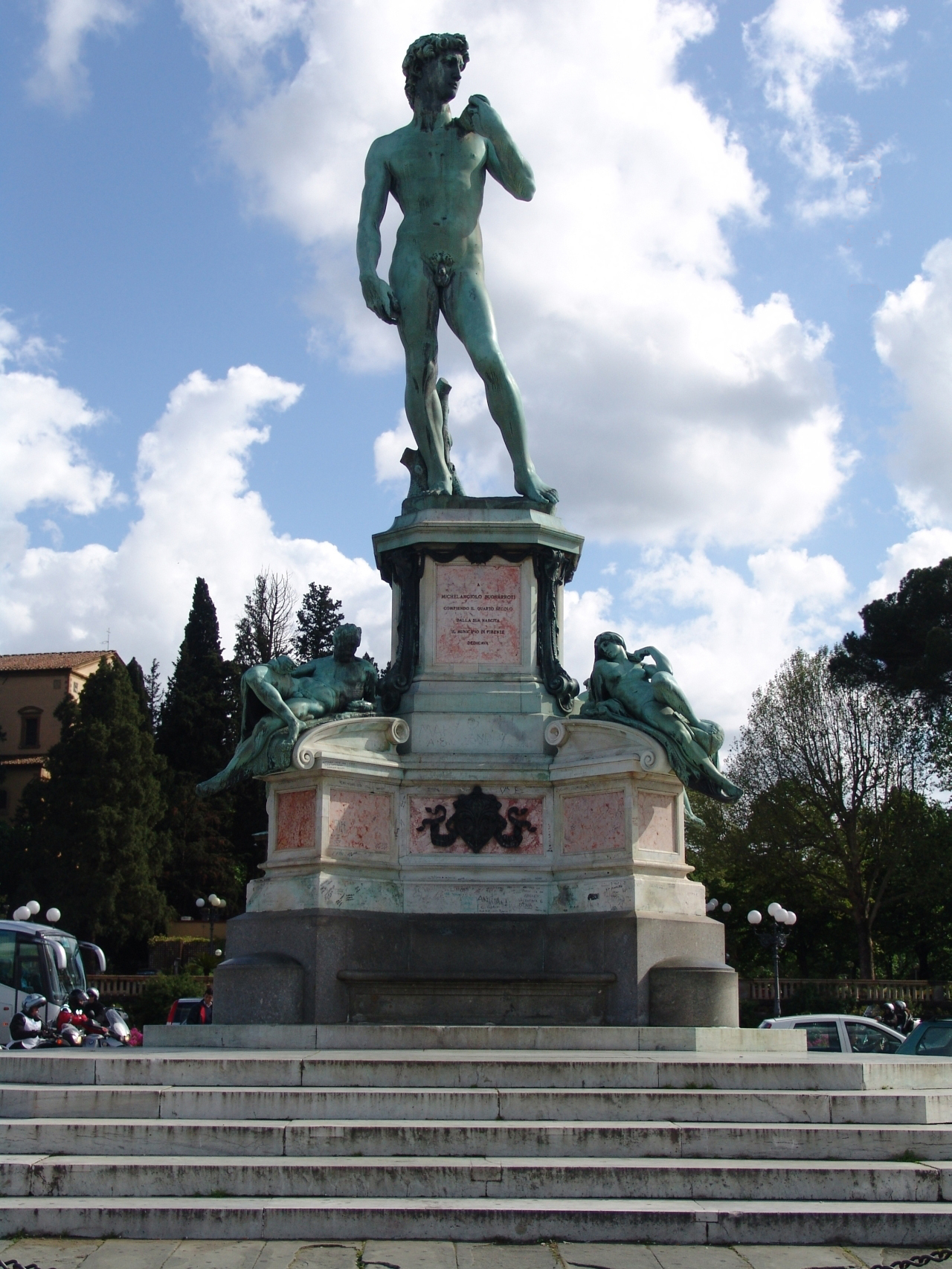
Bronzen replica van David op de Piazzale Michelangelo